# Непальская рупия
Непальская рупия (непальск. रूपैयाँ) — денежная единица Федеративной Демократической Республики Непал, равная 100 пайсам. Буквенный код ISO 4217 — NPR, цифровой — 524. Курс Непальской рупии фиксированный с индийской рупией на курс 1 ₹ : 1,6 N₨.
В денежном обращении находятся банкноты номиналом 1000, 500, 100, 50, 20, 10, и 5 рупий и монеты в 1, 2 и 5 непальских рупий, а также в 5, 10, 25 и 50 пайсов. Монеты в обращении почти не используются.

## Банкноты

### БанкнотыКоролевства Непал
|  |  | 1 рупия    | 107x70     | Сине-фиолетовый | Король Гьянендра и храм в столице Непала | Две гималайские кабарги на фоне горы Ама-Даблам | нет данных |  |
|  |  | 2 рупии    | 114×70     | Зеленый, жëлтый | Король Гьянендра в короне с плюмажем из перьев райской птицы                                                                                   | Леопард                                         | нет данных |  |
|  |  | 5 рупий    | 121×70     | Розовый         | Король Гьянендра в короне с плюмажем из перьев райской птицы и храм в Бхактапуре                                                               | Пара яков на фоне горы Эверест                  | нет данных |  |
|  |  | 10 рупий   | 133×70     | нет данных      | Король Гьянендра в короне с плюмажем из перьев райской птицы                                                                                   | Гарны                                           | нет данных |  |
|  |  | 20 рупий   | 138×70     | нет данных      | Король Гьянендра в короне с плюмажем из перьев райской птицы                                                                                   | Индийский замбар                                | нет данных |  |
|  |  | 25 рупий   | нет данных | нет данных      | Король Гьянендра в короне с плюмажем из перьев райской птицы                                                                                   | Буйвол                                          | нет данных |  |
|  |  | 50 рупий   | 142×70     | нет данных      | Король Гьянендра в непальском национальном костюме, здание центрального банка Непала, гора Мачапучаре в Гималаях, Колонна царя Ашоки в Лумбини | Пара павлинов на фоне Ама-Даблам                | нет данных |  |
|  |  | 50 рупий   | 142×70     | нет данных      | Король Гьянендра в короне с плюмажем из перьев райской птицы                                                                                   | Гималайский тар                                 | нет данных |  |
|  |  | 100 рупий  | 148×70     | нет данных      | Король Гьянендра в короне с плюмажем из перьев райской птицы                                                                                   | Носорог                                         | нет данных |  |
|  |  | 500 рупий  | 158×70     | нет данных      | Король Гьянендра в короне с плюмажем из перьев райской птицы                                                                                   | Пара тигров                                     | нет данных |  |
|  |  | 1000 рупий | 172×70     | нет данных      | Король Гьянендра в короне с плюмажем из перьев райской птицы                                                                                   | Слон                                            | нет данных |  |

### БанкнотыФедеративной Демократической Республики Непал
Обозначение номинала у банкнот непальской рупии отображаются европеизированными арабскими цифрами справа и цифрами деванагари слева.
|                 | Банкноты в обращении | Банкноты в обращении | Банкноты в обращении | Банкноты в обращении | Банкноты в обращении                                             | Банкноты в обращении | Банкноты в обращении |
| Изображение     | Изображение          | Номинал (рупий)      | Размеры (мм)         | Основные цвета       | Описание                                                         | Описание             | Годы печати          |
| Лицевая сторона | Оборотная сторона    | Номинал (рупий)      | Размеры (мм)         | Основные цвета       | Лицевая сторона                                                  | Оборотная сторона    | Годы печати          |
| --------------- | -------------------- | -------------------- | -------------------- | -------------------- | ---------------------------------------------------------------- | -------------------- | -------------------- |
|                 |                      | 5                    | 120×70               | красный розовый      | Джомолунгма, храм богини Талею                                   | яки                  | 2009, 2010, 2012     |
|                 |                      | 10                   | 133×70               | коричневый зелёный   | Джомолунгма, Вишну на гаруде из храмового комплекса Чангу Нараян | антилопы             | 2008, 2010, 2012     |
|                 |                      | 20                   | 138×70               | оранжевый коричневый | Джомолунгма, храм Кришны в Латипуре                              | барасинга            | 2009, 2010, 2012     |
|                 |                      | 50                   | 142×70               | синий голубой        | Джомолунгма, храм Джанаки Мандир в Джанакпуре                    | гималайский тар      | 2008, 2010, 2012     |
|                 |                      | 100                  | 146×70               | зелёный              | Джомолунгма, пагода Ньяталопа в Бхактапуре                       | носорог              | 2008, 2010           |
|                 |                      | 500                  | 160×70               | коричневый голубой   | Джомолунгма, монастырьТенгбоче                                   | тигры                | 2009, 2010, 2012     |
|                 |                      | 1000                 | 172×70               | серый красный        | Джомолунгма, ступа Сваямбунатх                                   | слон                 | 2010, 2012, 2013     |

## Режим валютного курса
Курс непальской рупии привязан к индийской (код ISO 4217 — INR) в соотношении 1,6:1.